# Prefektura Iwate

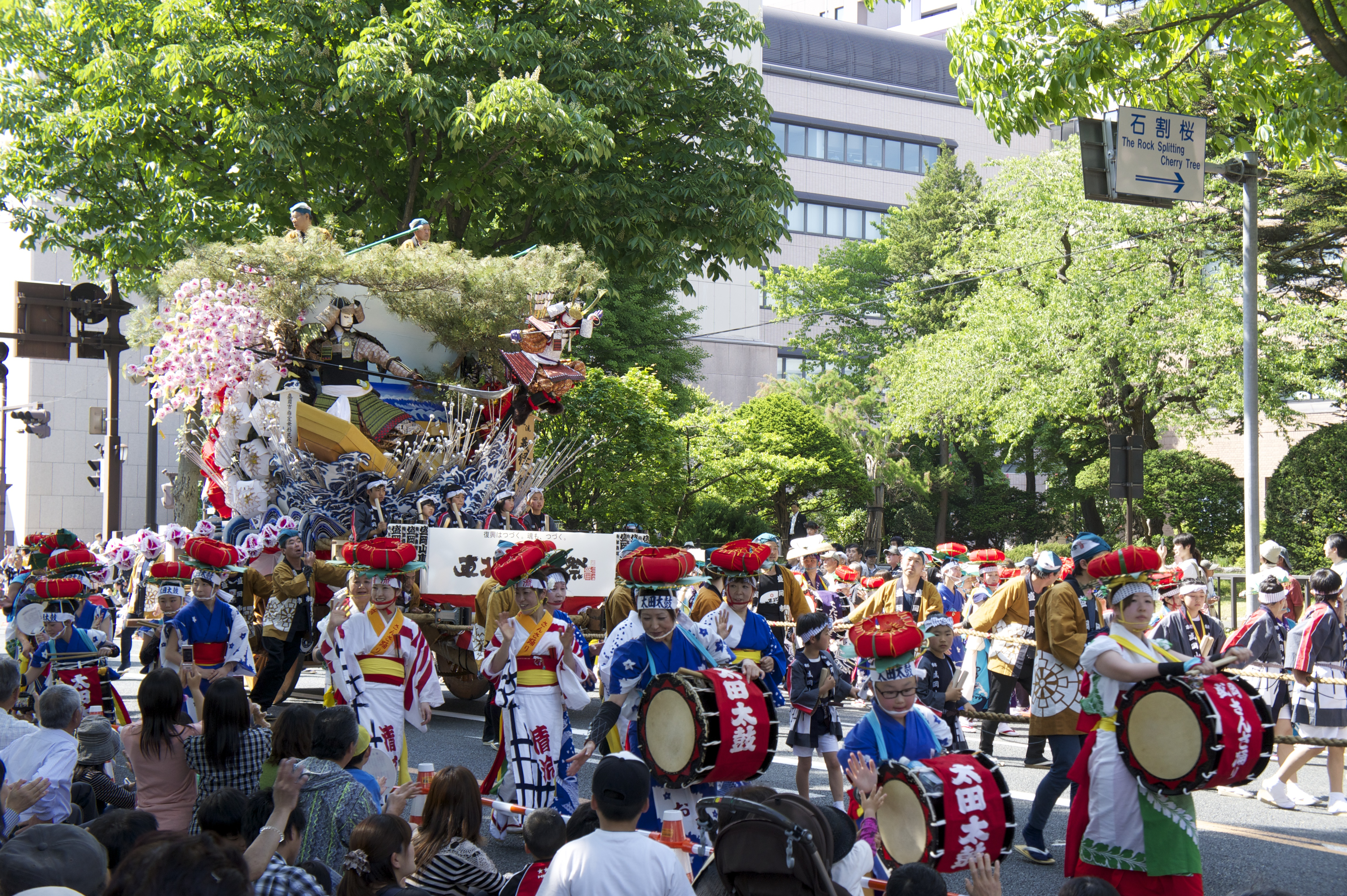
Morioka, parada w czasie festiwalu tańca sansa

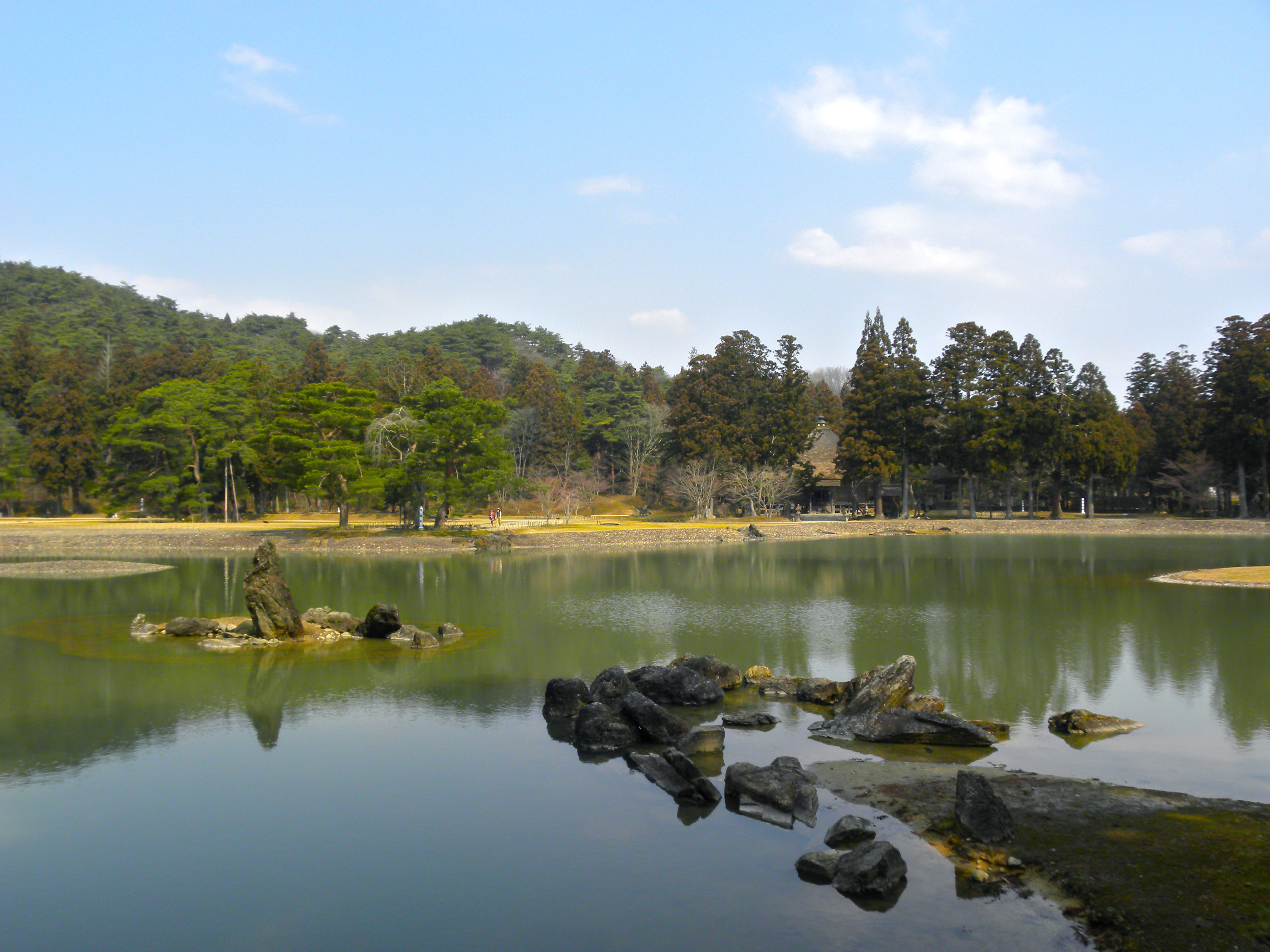
Staw Ōizumi-ga-ike w Ogrodzie Czystej Ziemi w świątyni Mōtsū-ji w Hiraizumi

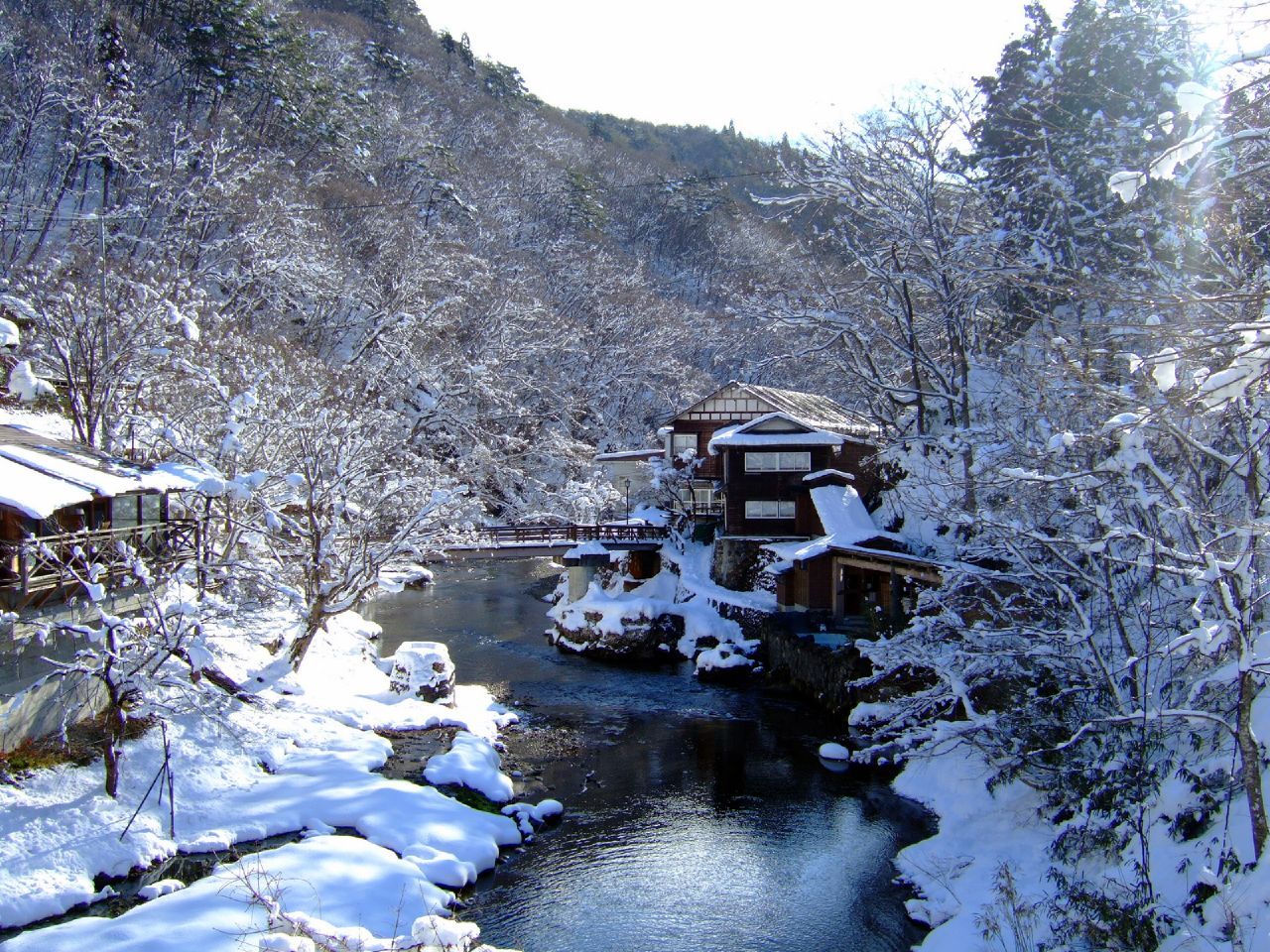
Ōsawa Onsen w Hanamaki

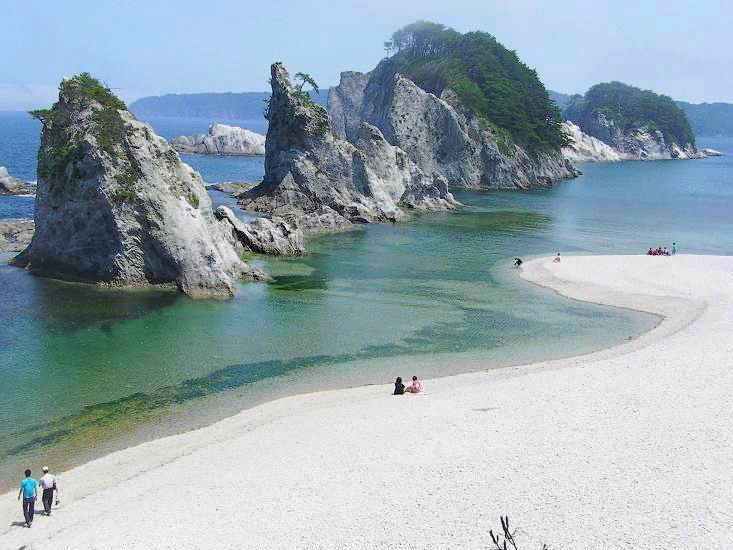
Plaża Jōdo-ga-hama na wybrzeżu Sanriku

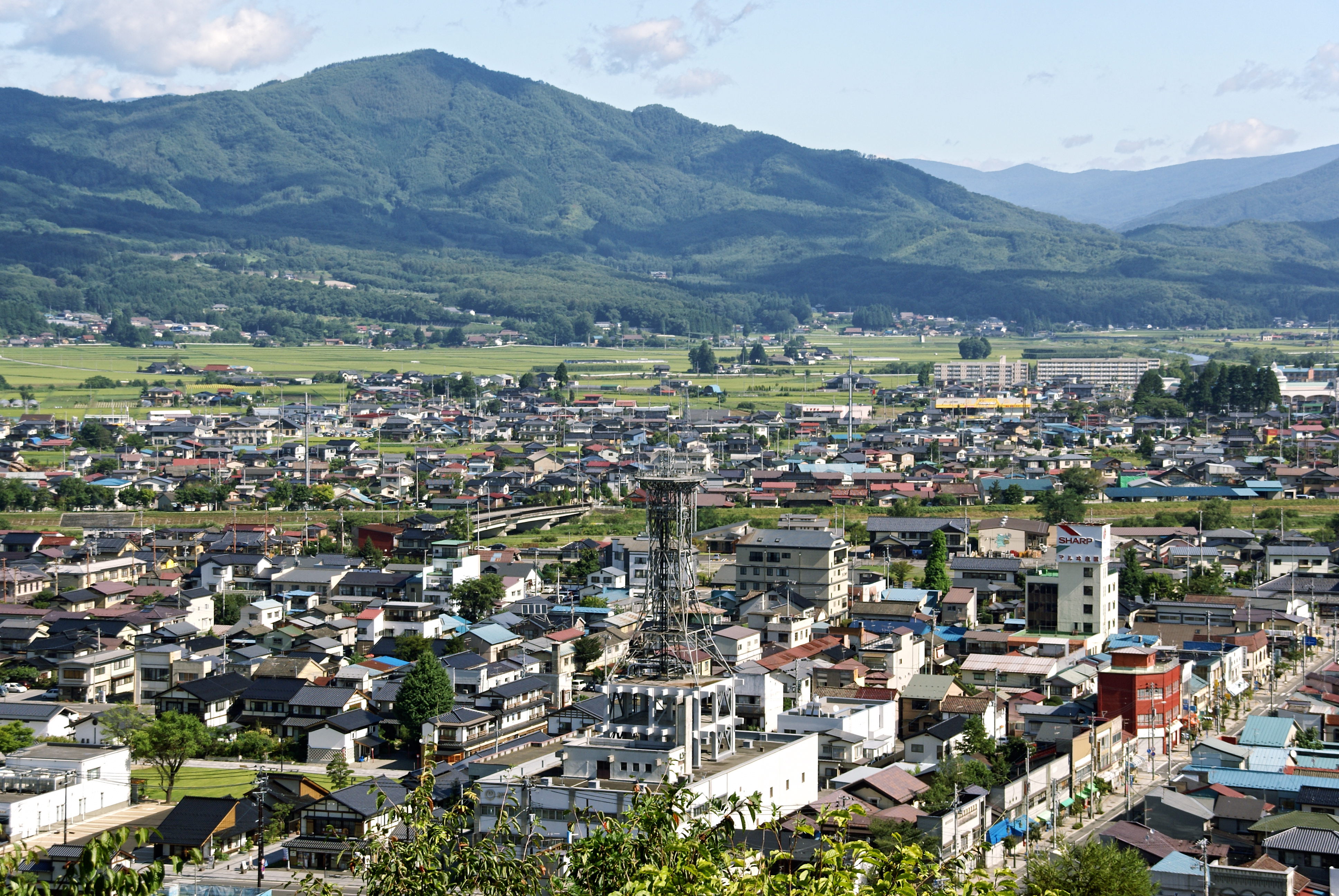
Widok na miasto Tōno

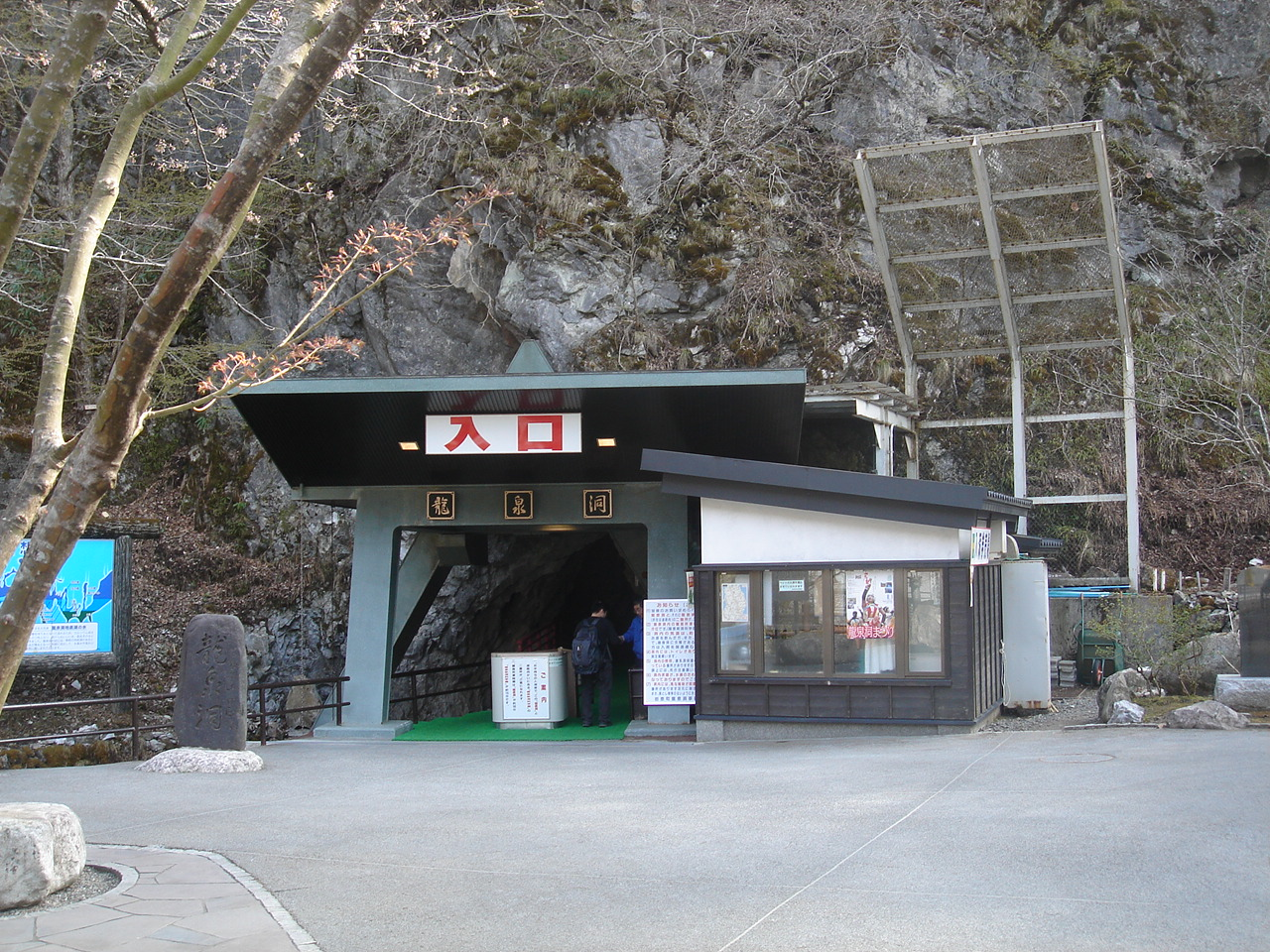
Wejście do jaskini Ryūsendō

Prefektura Iwate (jap. 岩手県 Iwate-ken) – prefektura znajdująca się w regionie Tōhoku w Japonii. Jej stolicą jest miasto Morioka. Prefektura ma powierzchnię 15 275,01 km². W 2020 r. mieszkały w niej 1 210 534 osoby, w 490 828 gospodarstwach domowych  (w 2010 r. 1 330 147 osób, w 482 845 gospodarstwach domowych) .

## Położenie
Iwate to druga pod względem powierzchni prefektura Japonii, po Hokkaido. Prefektura położona na północno-wschodnim wybrzeżu wyspy Honsiu nad Oceanem Spokojnym. Leży we wschodniej części regionu Tōhoku. Graniczy z prefekturami: Miyagi, Akita, Aomori.
Na północy, zachodzie i wschodzie prefektury znajdują się góry. Przez środek, z północy na południe, przebiega dolina rzeki Kitakami. Region nad Oceanem Spokojnym jest górzysty z urozmaiconą linią brzegową. Region centralny to rolniczy teren ze stolicą w Morioce. Górzyste regiony na zachodzie i północy posiadają malownicze widoki, bujne lasy i śnieżne zimy.

### Klimat
Klimat jest raczej chłodny, także w lecie z powodu zimnych wiatrów o nazwie yamase-kaze. Latem temperatury osiągają 30 °C, jednak nie trwa to zazwyczaj długo. Zima na terenach górskich jest śnieżna z pokrywą od listopada do marca.

### Góry
- Ōu – Koma-ga-take (1637 m n.p.m.), Iwate (2039), Yakeishi (1548), Kurikoma (1628), Hachimantai (1614).
- Kitakami – Hayachine (1914), Murone (895).

### Rzeki i jeziora
- Rzeki: Kitakami, Nakatsu, Shizukuishi, Sarugaishi, Koromo.
- Jeziora zaporowe: Tase, Yuda, Gandō, Shijūshida.

### Parki narodowe
- Park Narodowy Rikuchu Kaigan – w 2013 r. przyłączony do nowo utworzonego Narodowego Parku Rekonstrukcji Sanriku (三陸復興国立公園 Sanriku Fukkō Kokuritsu Kōen); obejmuje pas wybrzeża od miasta Hachinohe w prefekturze Aomori poprzez prefekturę Iwate do miasta Kesennuma w prefekturze Miyagi; decyzja o połączeniu parków i rekonstrukcji wybrzeża była wynikiem ogromnych zniszczeń powstałych wskutek trzęsienia ziemi i tsunami w 2011 roku
- Park Narodowy Towada-Hachimantai

## Miasta prefektury
| - Hachimantai - Hanamaki - Ichinoseki - Kamaishi - Takizawa | - Kitakami - Kuji - Miyako - Morioka (stolica) | - Ninohe - Ōfunato - Ōshū - Rikuzentakata - Tōno |

W skład prefektury wchodzi 14 większych miast (shi) 15 mniejszych (chō lub machi) i 4 wsie (gminy wiejskie, mura).
| Nazwa                                                | Nazwa             | Nazwa      | Powierzchnia (km²) | Ludność   | Kod jednostki | Powiat    | Mapa |
| Polska nazwa                                         | Rōmaji            | Kanji      | Powierzchnia (km²) | Ludność   | Kod jednostki | Powiat    | Mapa |
| ---------------------------------------------------- | ----------------- | ---------- | ------------------ | --------- | ------------- | --------- | ---- |
| Fudai                                                | Fudai-mura        | 普代村     | 69,66              | 2 487     | 03485         | Shimohei  |      |
| Hachimantai                                          | Hachimantai-shi   | 八幡平市   | 862,30             | 24 023    | 03214         |           |      |
| Hanamaki                                             | Hanamaki-shi      | 花巻市     | 908,39             | 93 193    | 03205         |           |      |
| Hiraizumi                                            | Hiraizumi-chō     | 平泉町     | 63,39              | 7 252     | 03402         | Nishiiwai |      |
| Hirono                                               | Hirono-chō        | 洋野町     | 302,92             | 15 091    | 03507         | Kunohe    |      |
| Ichinohe                                             | Ichinohe-machi    | 一戸町     | 300,03             | 11 494    | 03524         | Ninohe    |      |
| Ichinoseki                                           | Ichinoseki-shi    | 一関市     | 1 256,42           | 111 932   | 03209         |           |      |
| Iwaizumi                                             | Iwaizumi-chō      | 岩泉町     | 992,36             | 8 726     | 03483         | Shimohei  |      |
| Iwate                                                | Iwate-machi       | 岩手町     | 360,46             | 12 285    | 03303         | Iwate     |      |
| Kamaishi                                             | Kamaishi-shi      | 釜石市     | 440,35             | 32 078    | 03211         |           |      |
| Kanegasaki                                           | Kanegasaki-chō    | 金ケ崎町   | 179,76             | 15 535    | 03381         | Isawa     |      |
| Karumai                                              | Karumai-machi     | 軽米町     | 245,82             | 8 421     | 03501         | Kunohe    |      |
| Kitakami                                             | Kitakami-shi      | 北上市     | 437,55             | 93 045    | 03206         |           |      |
| Kuji                                                 | Kuji-shi          | 久慈市     | 623,50             | 33 043    | 03207         |           |      |
| Kunohe                                               | Kunohe-mura       | 九戸村     | 134,02             | 5 378     | 03506         | Kunohe    |      |
| Kuzumaki                                             | Kuzumaki-machi    | 葛巻町     | 434,96             | 5 634     | 03302         | Iwate     |      |
| Miyako                                               | Miyako-shi        | 宮古市     | 1 259,15           | 50 369    | 03202         |           |      |
| Morioka (stolica)                                    | Morioka-shi       | 盛岡市     | 886,47             | 289 731   | 03201         |           |      |
| Ninohe                                               | Ninohe-shi        | 二戸市     | 420,42             | 25 513    | 03213         |           |      |
| Nishiwaga                                            | Nishiwaga-machi   | 西和賀町   | 590,74             | 5 134     | 03366         | Waga      |      |
| Noda                                                 | Noda-mura         | 野田村     | 80,80              | 3 936     | 03503         | Kunohe    |      |
| Ōfunato                                              | Ōfunato-shi       | 大船渡市   | 322,51             | 34 728    | 03203         |           |      |
| Ōshū                                                 | Ōshū-shi          | 奥州市     | 993,30             | 112 937   | 03215         |           |      |
| Ōtsuchi                                              | Ōtsuchi-chō       | 大槌町     | 200,42             | 11 004    | 03461         | Kamihei   |      |
| Rikuzentakata                                        | Rikuzentakata-shi | 陸前高田市 | 231,94             | 18 262    | 03210         |           |      |
| Shiwa                                                | Shiwa-chō         | 紫波町     | 238,98             | 32 147    | 03321         | Shiwa     |      |
| Shizukuishi                                          | Shizukuishi-chō   | 雫石町     | 608,82             | 15 731    | 03301         | Iwate     |      |
| Sumita                                               | Sumita-chō        | 住田町     | 334,84             | 5 045     | 03441         | Kesen     |      |
| Takizawa                                             | Takizawa-shi      | 滝沢市     | 182,46             | 55 579    | 03216         |           |      |
| Tanohata                                             | Tanohata-mura     | 田野畑     | 156,19             | 3 059     | 03484         | Shimohei  |      |
| Tōno                                                 | Tōno-shi          | 遠野市     | 825,97             | 25 366    | 03208         |           |      |
| Yahaba                                               | Yahaba-chō        | 矢巾町     | 67,32              | 28 056    | 03322         | Shiwa     |      |
| Yamada                                               | Yamada-machi      | 山田町     | 262,81             | 14 320    | 03482         | Shimohei  |      |
| Prefektura Iwate                                     | Iwate-ken         | 岩手県     | 15 275,01          | 1 210 534 | 03            |           |      |
| * Miasta (shi) nie znajdują się w żadnym z powiatów. |                   |            |                    |           |               |           |      |

## Historia
W V w n.e. tereny obecnej prefektury stanowiły granicę przed barbarzyńcami z północy. W 646 r. n.e. po reformach Taika tereny przyłączono do prowincji Mutsu.

### Wydarzenia chronologiczne
- 646 r. n.e. – reforma Taika i powstanie prowincji Mutsu.
- 14 lipca 1871 r. – likwidacja systemu han. Wszystkie hany stały się „prefekturami”.

## Gospodarka
Ostatnio silnie jest rozwijany przemysł elektroniczny i związany z nim półprzewodników, głównie w rejonie Morioki.
Na wybrzeżach tradycyjnie rozwinięte jest rybołówstwo.

## Transport

### Lotniska
- Port lotniczy Hanamaki

### Kolej
- Japońska Kolej Wschodnia (JR East)
  - Tōhoku Shinkansen
  - Akita Shinkansen
  - Główna linia Tōhoku
  - Linie: Tazawako, Iwaizumi, Kitakami, Hachinohe, Hanawa, Kamaishi, Yamada, Ōfunato
- Koleje Sanriku
  - Linie: Kitariasu, Minamiriazu
- Koleje IGR Iwate Galaxy
  - Linia IGR

### Drogi

#### Drogi płatne
- Autostrady: Akita, Hachinohe, Kamaishi, Tōhoku

#### Drogi krajowe
- Numer 4, 45, 46, 106, 107, 281, 282, 283, 284, 340, 342, 343, 346, 395,396, 397, 455, 456, 457.

## Edukacja

### Uniwersytety
- Uniwersytet Iwate (Iwate Daigaku, Iwate University) w Morioka
- Uniwersytet Prefekturalny Iwate (Iwate Kenritsu Daigaku, Iwate Prefectural University) w Takizawa
- Uniwersytet Morioka (Morioka Daigaku, Morioka University) w Takizawa
- Uniwersytet Fuji (Fuji Daigaku, Fuji University) w Hanamaki
- Uniwersytet Medyczny Iwate (Iwate Ika Daigaku, Iwate Medical University) w Morioka

## Kultura

### Język
W prefekturze powszechny jest dialekt japońskiego tōhoku-ben.

### Festiwale
- Miyako Salmon Festival – w Miyako (styczeń)
- Iwate Snow Festival – w Shizukuishi (luty)
- Hachimantai Snow Festival – w Matsuo (luty)
- Ohara Mizukake Festival – w Daito
- Kuroishi Somin Festival – w Mizusawa
- Hidaka Fire Prevention Festival – w Mizusawa (kwiecień)
- Spring Fujiwara Festival – w Hiraizumi (maj)
- Esashi Jinku Folk Song Festival – w Esashi
- Azalea Festivals – wszędzie
- Chagu Chagu Umakko – Morioka, Takizawa (czerwiec)
- Ayame Festival – wszędzie
- Morioka Sansa Odori Dance Festival – (sierpień)
- Kitakami Michinoku Arts Festival – Kitakami
- Funekko Nagashi Festival – Morioka
- Hanamaki Festival – w Hanamaki (wrzesień)
- Morioka Hachimangu Festival – w Morioka
- Autumn Festivals – wszędzie – (październik)

## Turystyka

### Miejsca godne uwagi
- Świątynie buddyjskie: Chūson-ji, Muryōkō-ji, Mōtsū-ji, Takadachi-Gikei-dō (Yoshitsune Hall[9])
- Świątynie, ogrody i stanowiska archeologiczne w Hiraizumi
- Muzea: Morioka Hashimoto Museum of Art, Tōno City Museum
- Park Męczeństwa Chrześcijan w Ōkago
- Jaskinia Ryūsendō (Ryusendo Cave) w Iwaizumi